# كولمان كوريغان
كولمان كوريغان (بالإنجليزية: Colman Corrigan)‏ هو لاعب كرة القدم الغالية أيرلندي، ولد في 5 يونيو 1962 في Macroom ‏ في جمهورية أيرلندا.